# شركة غدير للاستثمار
شركة غدير للاستثمار تأسست عام 1991 في إيران وادرجت في «بورصة طهران» عام 1995. وتتمثل أنشطتها في إدارة أو إعادة هيكلة الشركات الإيرانية نيابة عن مساهميها. شركة غدير للاستثمار هي واحدة من أكبر شركات الاستثمار القابضة في بورصة طهران برأس مال سوقي قدره 97,416 مليار ريال إيراني اعتبارًا من عام 2017.  
في عام 2017 ، كان لدى غدير أكثر من 130 شركة فرعية، وتجاوزت الأرباح 12000 مليار ريال. تساهم هذه الشركات الفرعية بدورها في تطوير الصناعة والتجارة والخدمات في إيران . تستثمر شركة غدير أيضا في الأسهم الخاصة ورأس المال الاستثماري في قطاع النفط والغاز والبتروكيماويات الإيراني ، وكذلك الطاقة والطاقة ، والمناجم والصناعات ، والنقل ، والأسمنت والبناء ، وكذلك تكنولوجيا المعلومات والاتصالات .  

## هيكل شركة غدير للاستثمار
غدير للاستثمار هي شركة تكتلات (شركة عنقودية) تم قبولها في بورصة طهران، وتتكون مجموعتها من عدة شركات قابضة (الشركة الأم) والتي تشمل الشركات التالية
1- عقد زيت بارسيان
2- عقد تطوير صناعات بهشهر
3- شركة بارس للبتروكيماويات
4. أحجار كريمة الأرض
5- مصفاة بندر عباس
6. استثمار الطاقة وانري غدير
7- مجمع صناعات الألمنيوم الجنوبي

## روابط خارجية
- الموقع الرسمي